# 金珠西路街道
金珠西路街道（藏語：བཅིངས་འགྲོལ་ནུབ་ལམ་），是中华人民共和国西藏自治区拉萨市城关区下辖的一个乡镇级行政单位。

## 行政区划
金珠西路街道下辖以下地区：
格桑林卡社区、七一社区、鲁堆林卡社区、圣城滨江社区、当巴社区和八一社区。